# MS4A4A
MS4A4A (англ. Membrane spanning 4-domains A4A) – білок, який кодується однойменним геном, розташованим у людей на 11-й хромосомі. Довжина поліпептидного ланцюга білка становить 239 амінокислот, а молекулярна маса — 25 441.
| 10         |  | 20         |  | 30         |  | 40         |  | 50         |
| ---------- |  | ---------- |  | ---------- |  | ---------- |  | ---------- |
| MHQTYSRHCR |  | PEESTFSAAM |  | TTMQGMEQAM |  | PGAGPGVPQL |  | GNMAVIHSHL |
| WKGLQEKFLK |  | GEPKVLGVVQ |  | ILTALMSLSM |  | GITMMCMASN |  | TYGSNPISVY |
| IGYTIWGSVM |  | FIISGSLSIA |  | AGIRTTKGLV |  | RGSLGMNITS |  | SVLAASGILI |
| NTFSLAFYSF |  | HHPYCNYYGN |  | SNNCHGTMSI |  | LMGLDGMVLL |  | LSVLEFCIAV |
| SLSAFGCKVL |  | CCTPGGVVLI |  | LPSHSHMAET |  | ASPTPLNEV  |  |            |

A: Аланін

C: Цистеїн

D: Аспарагінова кислота

E: Глутамінова кислота

F: Фенілаланін

G: Гліцин

H: Гістидин

I: Ізолейцин

K: Лізин

L: Лейцин

M: Метіонін

N: Аспарагін

P: Пролін

Q: Глутамін

R: Аргінін

S: Серин

T: Треонін

V: Валін

W: Триптофан

Кодований геном білок за функцією належить до рецепторів. 
Задіяний у такому біологічному процесі, як альтернативний сплайсинг. 
Локалізований у мембрані.